# Метростанция „Стадион „Васил Левски““
Метростанция „Стадион „Васил Левски““ е станция на Софийското метро. Станцията се обслужва от линии М1 и М4 и е въведена в експлоатация на 8 май 2009 г.

## Местоположение
Станцията е разположена на кръстовището на бул. „Драган Цанков“ и бул. „Евлоги и Христо Георгиеви“, недалеч от Националния стадион „Васил Левски“. Разположена е до мястото, където някога се е намирал стадион „Юнак“. Станцията има два вход/изхода.
| № | Име на вход/изход                 | Достъпност |
| - | --------------------------------- | ---------- |
| 1 | Национален стадион „Васил Левски“ | рампа      |
| 2 | ул. Граф Игнатиев                 | рампа      |

## Архитектурно оформление
Архитекти на станцията са Красен Андреев и Детелин Мушев. Станцията е оформена в цветовете кафяво, бежово и бяло. Осветлението е вградено в редици вдлъбнати кръгове над двата перона в две надлъжни информационни тръби, оцветени в тъмно червено. Изходът е оформен като павилион, в който се помещава касовата зала. Станцията се намира на 22 m дълбочина и е с 5 подземни нива: две нива за служебни помещения и подземен вестибюл и едно подперонно ниво. Метростанцията е подземна, със странични перони, на всеки перон има по три ескалатора и асансьор за трудноподвижни лица и майки с деца. В покрива на павилиона има 4 купола, през които влиза слънчева светлина.
Отделно над част от станцията и свързващия тунел под бул. „Драган Цанков“ е изграден триетажен подземен паркинг с над 200 паркоместа. Паркингът има собствен вход/изход, разположен в Борисовата градина, южно от изхода на метростанцията.
На станцията е монтирана автоматична портална платформа.

## Връзки с градския транспорт

### Автобусни линии
Метростанция „Стадион „Васил Левски““ се обслужва от 6 автобусни линии от дневния градски транспорт:
- Автобусни линии от дневния транспорт: 72, 76, 94, 204, 304, 604

### Трамвайни линии
Метростанция „Стадион „Васил Левски““ се обслужва от 4 трамвайни линии:
- Трамвайни линии: 10, 12, 15, 18